# Pleurobranchaea britannica
Pleurobranchaea britannica — вид морських черевоногих молюсків родини Pleurobranchaeidae. Описаний у 2024 році.

## Поширення
Вид поширений на північному сході Атлантики. 14 зразків зібрані у 2018-2019 роках у протоці Ла-Манш біля південно-західного узбережжя Великої Британії та у 2020 році у Кадіській затоці (південно-західна Іспанія). Виявлений на глибині 69-103 м у Ла-Манші і 555 м у Кадісі.

## Опис
Тіло овальне, до 24 мм завдовжки, напівпрозоре з невеликою пігментацією кремового/вохристого кольору. Деякі екземпляри мають непрозорі білі плями, нерівномірно поширені по всій мантії, ротовій вуалі, зябрах і задній частині стопи, не покритій мантією. Ринофори з темними плямами спереду і білими ззаду. Зябра подвійноперисті, з 15–18 парами перистих пластинок і гладкими хребтами. Каудальна шпора відсутня. Зовнішні радіальні зуби двостулкові. Сім'яприймач короткий; bursa copulatrix на кінці піхви і безпосередньо зрощена з нею.